# El Villar (Huelva)
El Villar es una localidad española del municipio onubense de Zalamea la Real, en la comunidad autónoma de Andalucía.

## Historia
Hacia mediados del siglo XIX, la localidad, que por entonces ya pertenecía al término municipal de Zalamea la Real, tenía una población de 206 habitantes y unas 50 casas. Aparece descrita en el decimosexto volumen del Diccionario geográfico-estadístico-histórico de España y sus posesiones de Ultramar de Pascual Madoz de la siguiente manera:

VILLAR: ald. agregada al ayunt. de Zalamea la Real (1 leg.), en la prov. de Huelva (10), part. jud. de Valverde del Camino. Tiene unas 50 casas de preciosa construccion y una igl. parr. (la Asuncion) servida por un cura de concurso y provision ordinaria. pobl.: 56 vec., 206 alm. riqueza y contr. con su ayuntamiento.
(Madoz, 1850, p. 233)

En 2021, la localidad tenía una población de 93 habitantes.